# Alzadasaurus
Alzadasaurus là một chi thằn lằn cổ rắn, được Welles mô tả khoa học năm 1943.